# Bitwa pod Maratonem (film)
Bitwa pod Maratonem (wł. La Battaglia di Maratona) – włosko-francuski film historyczno-przygodowy z 1959 roku. Polski alternatywny tytuł: Maratoński siłacz.

## Fabuła
Grecja, rok 490 p.n.e. Mistrz olimpijski Filipides, po zakończeniu igrzysk, powraca do Aten, gdzie zostaje dowódcą Świętej Gwardii. W mieście trwa rywalizacja pomiędzy zwolennikami obalonego rok wcześniej tyrana Hippiasa a jego przeciwnikami, którzy chcą pozyskać Filipiedesa do swoich celów. Tymczasem do Aten dochodzą wieści, że perska armia króla Dariusza wkroczyła do Grecji. Ateńczycy stają do walki. Dochodzi do bitwy, która przejdzie do historii, jako bitwa pod Maratonem.

## Obsada
- Steve Reeves – Filipides (Filippides)
- Mylène Demongeot – Andromeda, córka Kreusa
- Sergio Fantoni – Teokrito
- Daniela Rocca – Karis
- Philippe Hersent – Kallimach
- Alberto Lupo – Miltiades
- Daniele Vargas – 	Dariusz I, król Persji
- Miranda Campa – służąca Andromedy
- Gianni Loti – Teucro
- Anita Todesco – przyjaciółka Andromedy
- Ivo Garrani – Kreus
- Sergio Ciani – Euros
- Franco Fantasia
- Carlo Lombardi
- Ignazio Balsamo
- Gian Paolo Rosmino
- Walter Grant